# Eridolius rufofasciatus
Eridolius rufofasciatus är en stekelart som först beskrevs av Gabriel Strobl 1903.  Eridolius rufofasciatus ingår i släktet Eridolius och familjen brokparasitsteklar. Inga underarter finns listade i Catalogue of Life.